# Rosa dei Banchi
Rosa dei Banchi (inne nazwy: Reusa Banchi, Monte Balma, Punta della Balma) – szczyt w Alpach Graickich, części Alp Zachodnich. Leży w północnych Włoszech na granicy regionów Piemont i Dolina Aosty. Należy do masywu Gran Paradiso. Szczyt można zdobyć ze schroniska Rifugio Dondena (2192 m).
Pierwszego wejścia dokonał włoski kapitan nazwiskiem Albert 1831 r.